# Departamento de Moudjeria
Moudjeria es un departamento de la región de Tagant, en Mauritania. En marzo de 2013 presentaba una población censada de 41 738 habitantes. Está formado por las siguientes comunas, que se muestran asimismo con población de marzo de 2013:
- Moudjeria 2,148
- Nbeika 20,766
- Soudoud 18,824[1]